# Улица Прийсле
Улица При́йсле, также При́йсле-те́э и Прийсле те́э (эст. Priisle tee), до 1989 года улица При́йсли (эст. Priisli tee) — улица в Таллине, столице Эстонии.

## География
Проходит в микрорайоне Прийсле городского района Ласнамяэ. Начинается от Нарвского шоссе, пересекается с улицами Уссимяэ и Хоолдекоду и заканчивается тупиком. Более половины улицы проходит через зелёную зону недалко от ландшафтного заповедника долины реки Пирита. 
Протяжённость улицы — 1654 метра.

## История и застройка
Своё современное название улица получила 18 апреля 1989 года. Имеет редкую застройку. В начале улицы в 2007 году были построены три 9-этажных квартирных дома (№ 4/1, 4/2 и 8), в 2022 году — 11-этажный жилой дом (дом 1); в конце улицы расположены три частных жилых дома. В 2016 году у перекрёстка с улицей Уссимяэ был основан бизнес-парк «Прийсле», к которому относятся офисно-производственные здания № 10, 16 и 18. 
В 2019 году были построены 3-этажные квартирные дома № 30 и 32.

## Предприятия и организации
- Priisle tee 1 — магазин торговой сети «Selver».
- Priisle tee 1 — аптека сети «Apotheka».
- Priisle tee 10 — бизнес-парк «Прийсле» (эст. Priisle äripark).

## Общественный транспорт
По улице проходят маршруты городских автобусов № 6, 29, 31 и 63.

Улица Прийсле
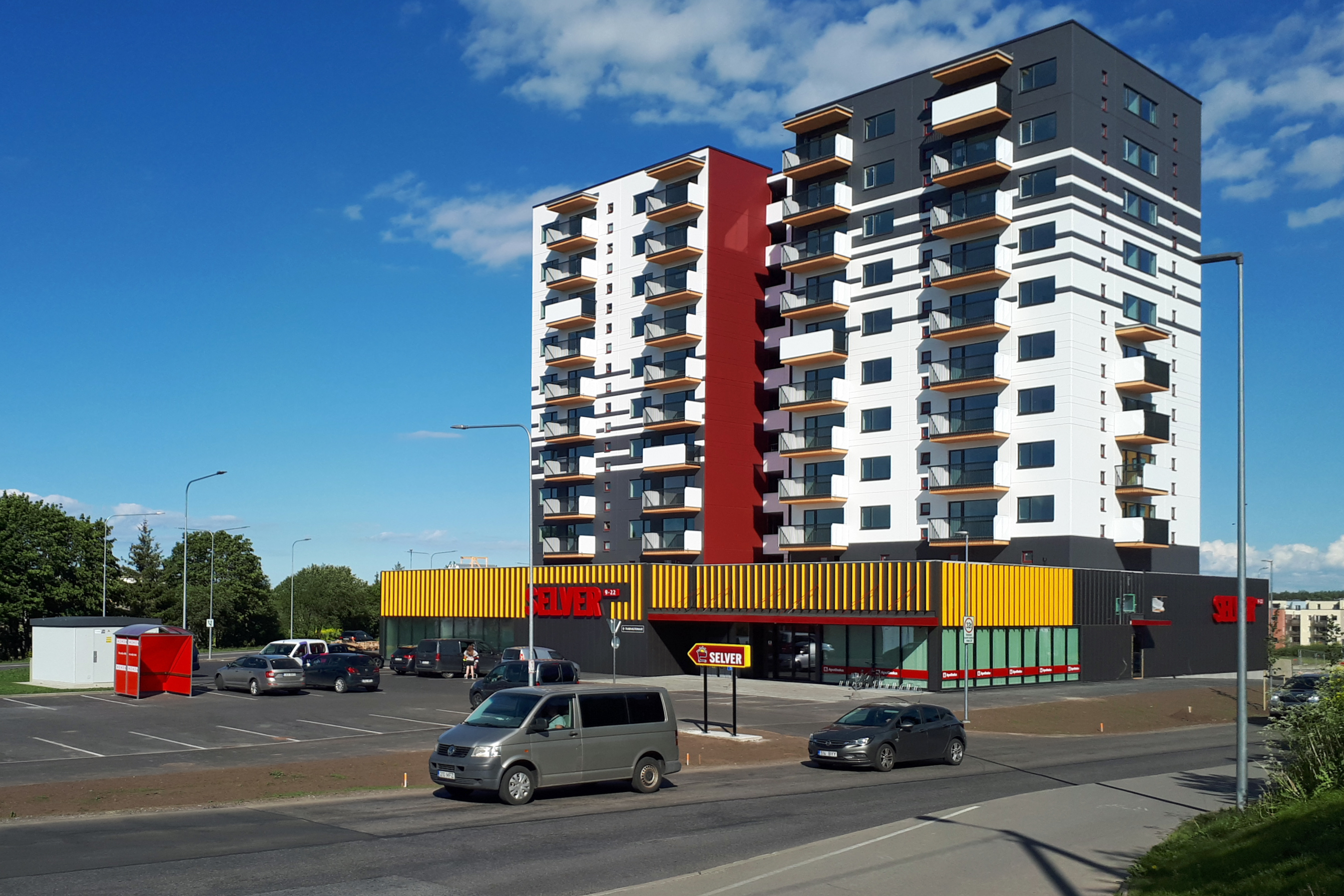
Дом 1
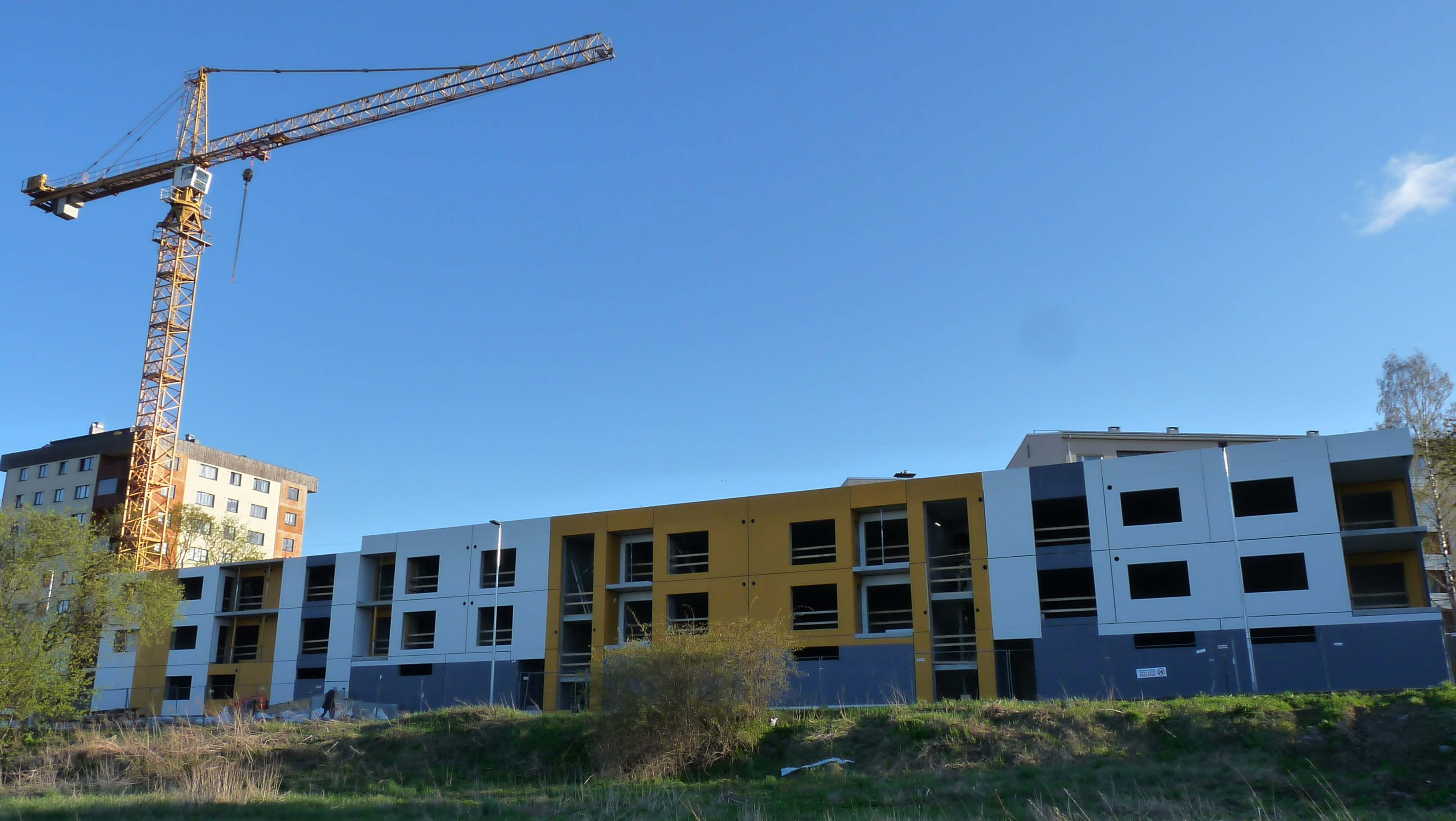
Строительство дома 2, 2020 год
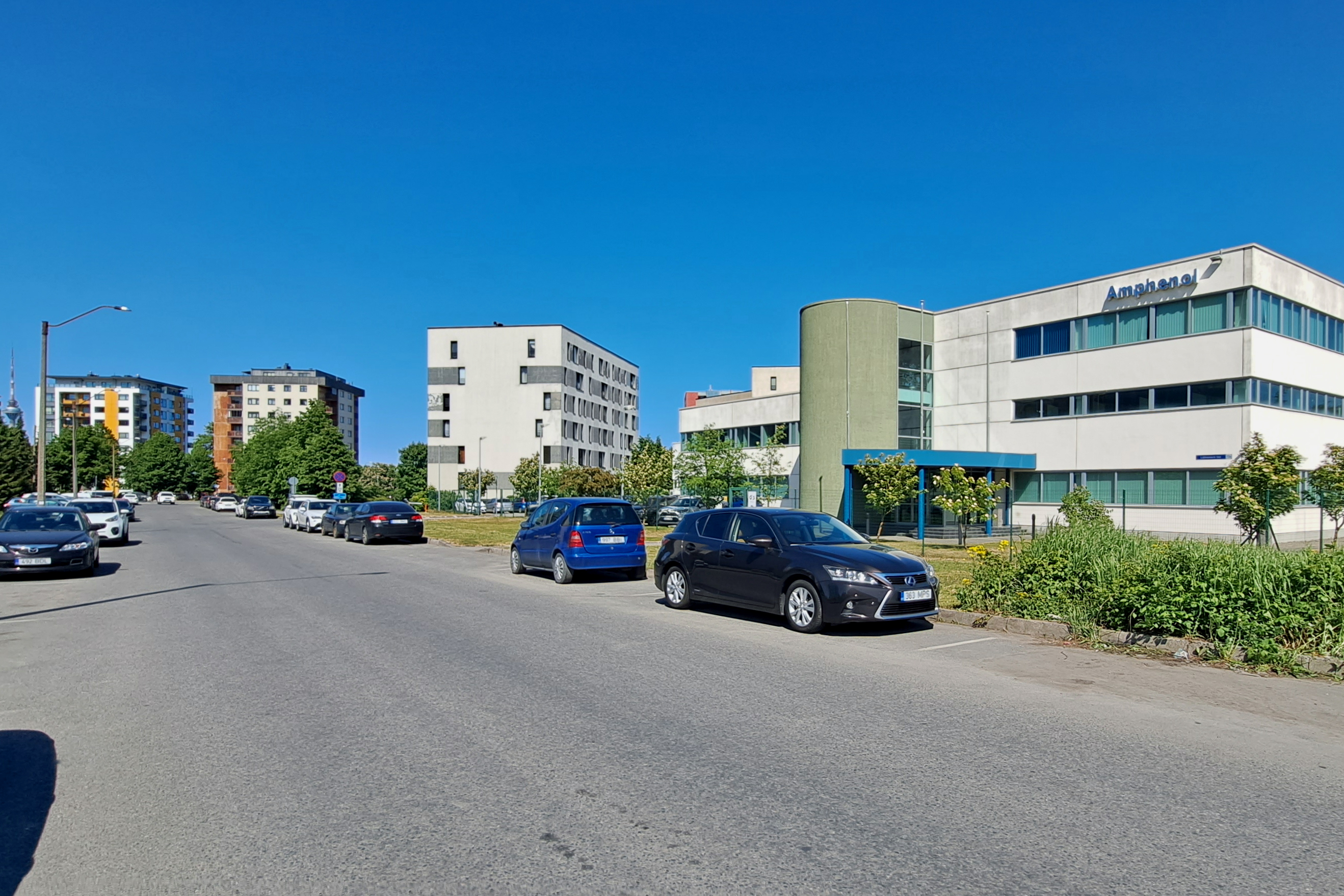
На заднем плане слева — дом 2 и 4/1
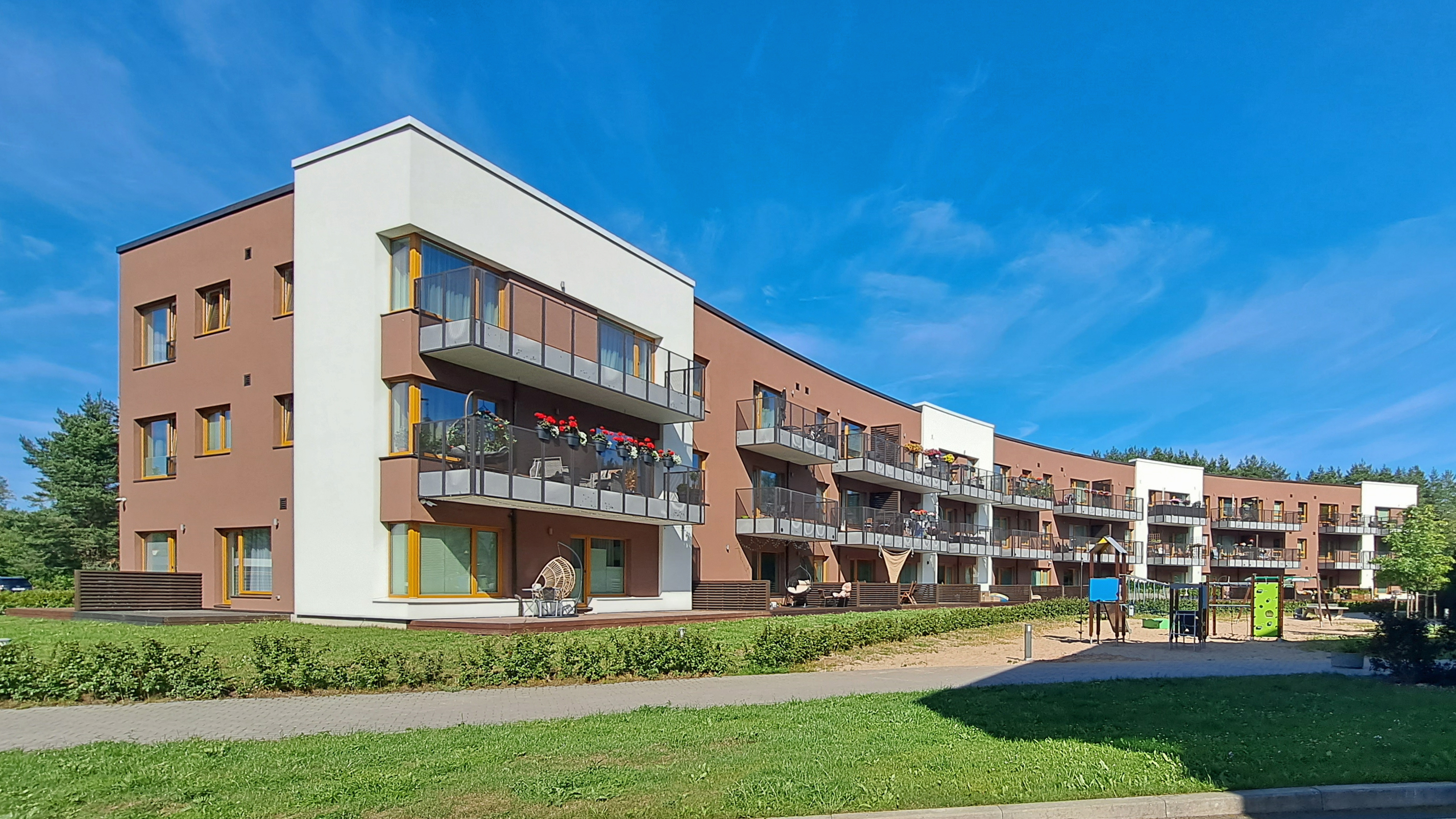
Дом 32
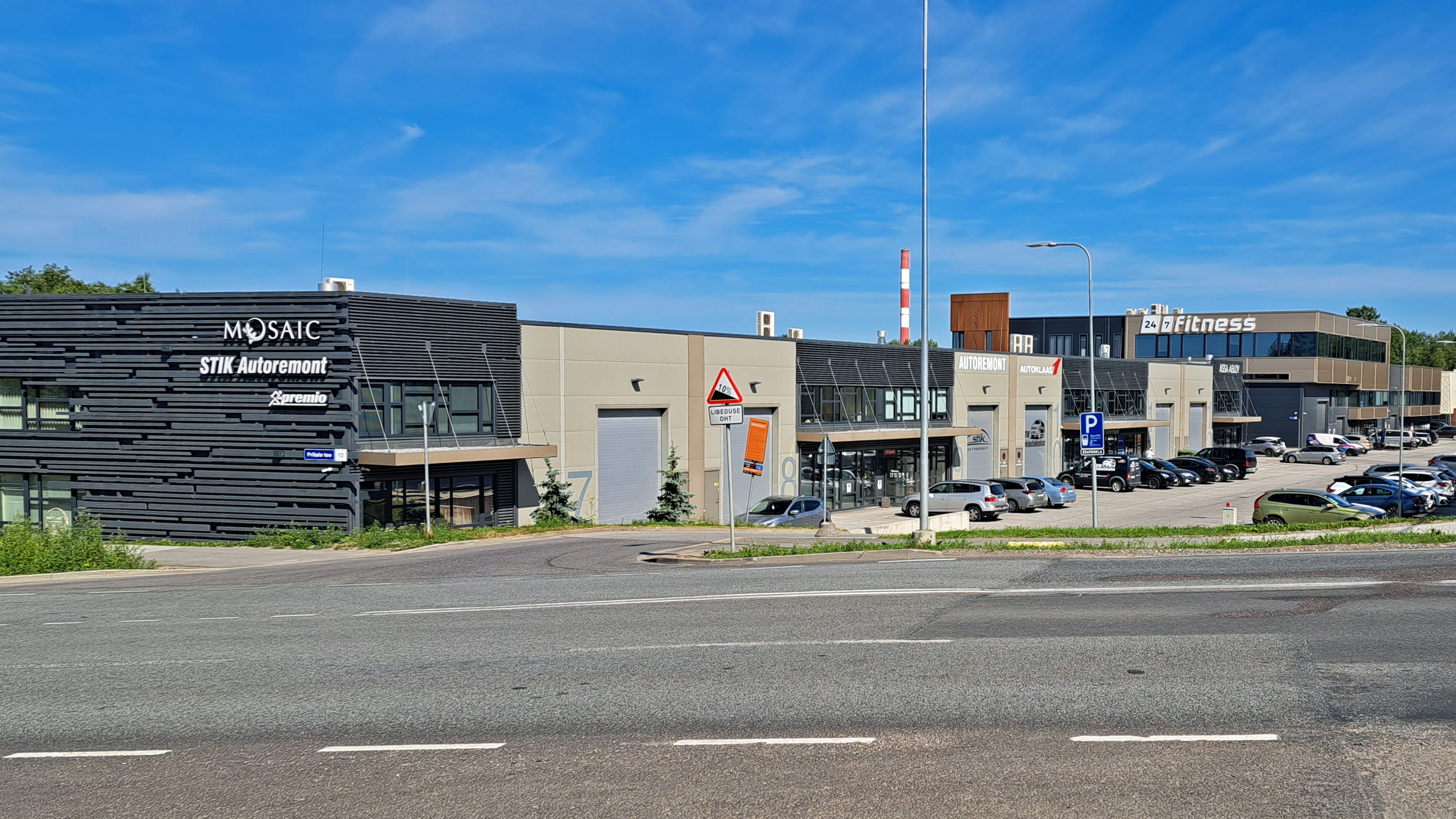
Бизнес-парк «Прийсле»
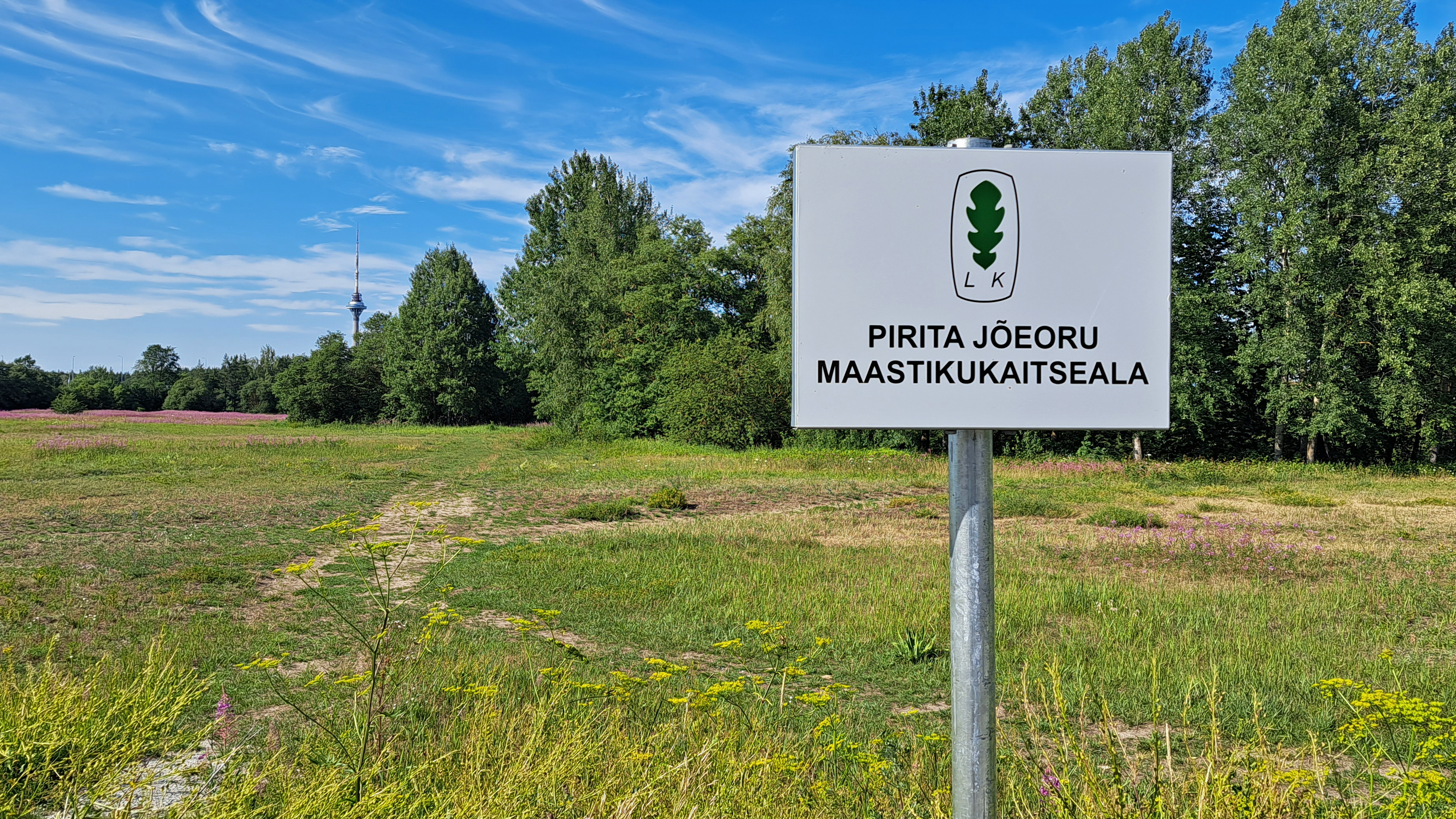
Граница природного заповедника долины реки Пирита возле улицы Прийсле
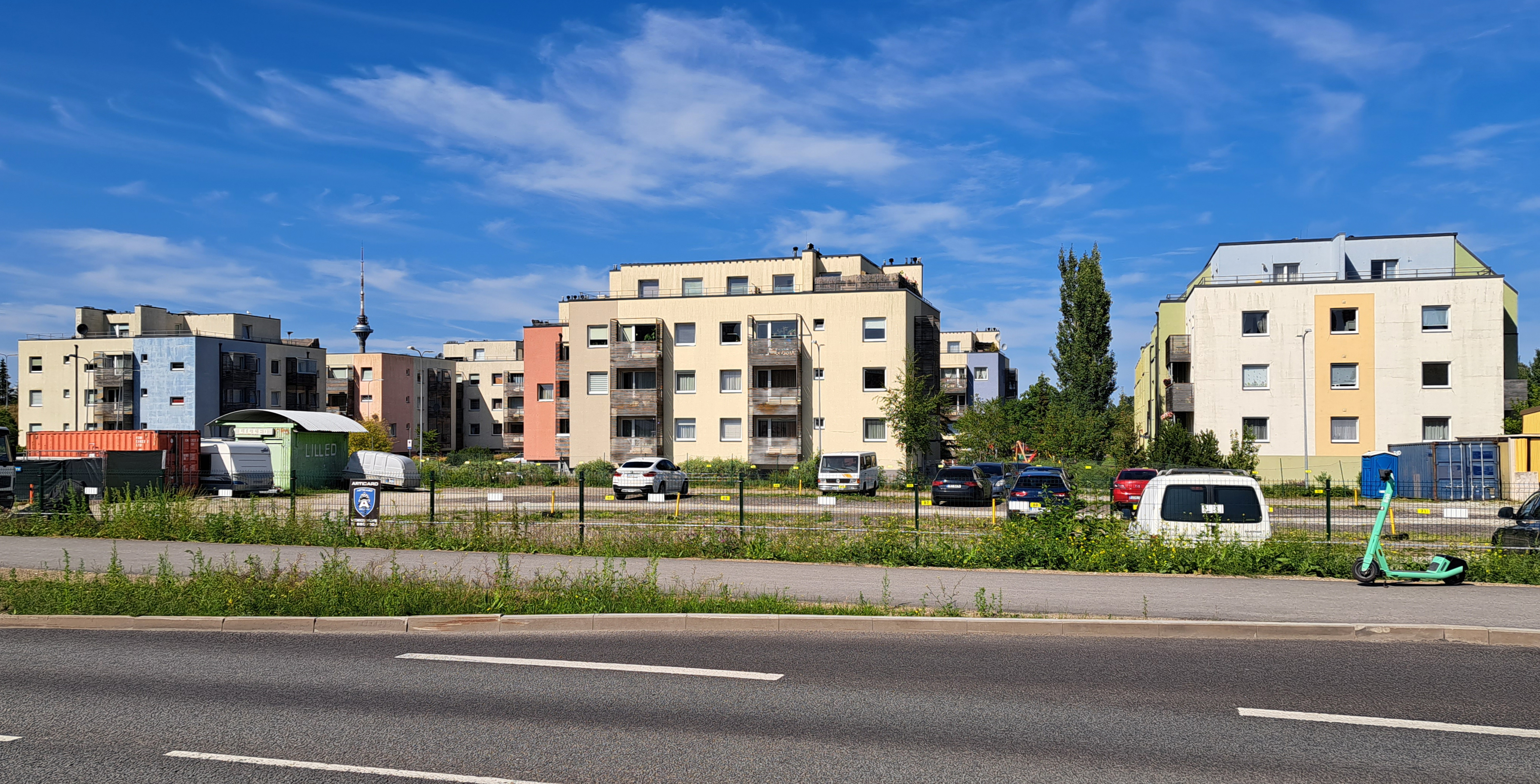
Вид с улицы Прийсле на дома № 174b1, 174c/2 и 174c/1 по Нарвскому шоссе